# Indian Intercourse Act
O Nonintercourse Act (também conhecido como Indian Intercourse Act ou Indian Nonintercourse Act) é o nome coletivo dado a seis estatutos aprovados pelo Congresso em 1790, 1793, 1796, 1799, 1802 e 1834 para definir os limites ameríndios das reservas. As várias leis também visavam regular o comércio entre colonos e indígenas. As disposições mais notáveis da Lei regulam a inalienabilidade do título aborígene nos Estados Unidos, uma fonte contínua de litígios por quase 200 anos. A proibição de compra de terras indígenas sem a aprovação do governo federal tem origem na Proclamação Real de 1763 e Proclamação do Congresso da Confederação de 1783.